# Sjeverni kuki-chin jezici
Sjeverni kuki-chin jezici sjeverni ogranak od (27) kuki-činskih jezika iz Indije i Burme.
Predstavnici su: aimol [aim] (Indija), 2.640 (2001 census); anal [anm] (Indija), 13.900 (2001 popis); biete [biu] (Indija), 19.000 (1997); falam chin [cfm] (Burma), ukupno 121.000; paite chin [pck] (Indija), ukupno 91.800; siyin chin [csy] (Burma), 10.000 (1991 UBS); tedim chin [ctd] (Burma), ukupno 344.000; thado chin [tcz] (Indija), ukupno 231.200; chiru [cdf] (Indija), 7.000 (2000 A. Khorong); Gangte jezik [gnb] (Indija), 15.100 (2001 popis); hrangkhol [hra] (Burma), ukupno 26.820; kom [kmm] (Indija), 15.500 (2001 popis); lamkang [lmk] (Indija), 10.000 (1999 popis); chothe naga [nct] (Indija), 3.600 (2001); kharam naga [kfw] (Indija), 1.400 (2000 SIL); monsang naga [nmh] (Indija), 3.200 (2001); moyon naga [nmo] (Indija), 3.700 (2001); purum naga [puz] (Indija), 500 (2001 popis); tarao naga [tro] (Indija), 870 (2000); purum ili puram [pub] (Burma), 300 (Voegelin and Voegelin 1977); ralte [ral] (Burma), ukupno 25.700; ranglong [rnl] (Indija), 8.000 (BI 2003); sakachep [sch] (Indija), 25.000 (2003); simte [smt] (Indija), 7.150 (2001 popis); vaiphei [vap] (Indija), 27.800 (2001 popis); yos ili yo, yote [yos] (Burma), 3.400 (1983); zo [zom] (Burma), ukupno 50.600.

## Vanjske poveznice
- Ethnologue (14th)
- Ethnologue (15th)